# 枪头真鲨
枪头真鲨（学名：Carcharhinus macloti），又名麥氏真鯊、大沙，为軟骨魚綱真鯊目真鲨科真鲨属的鱼类。分布于肯尼亚、坦桑尼亚、巴基斯坦、印度、斯里兰卡、缅甸、新几内亚沿岸以及大陆、台湾西部海域、非洲之角和日本南部海域等，最长可有1.1m。该物种的模式产地在新几内亚。

## 物种特征
枪头真鲨是一种小型鲨鱼，体型瘦长，鼻子窄长而尖，上体呈青铜色而下体为白色，肋腹处有一难以看见的暗淡条纹。与其他真鲨不同，该物种的吻部软骨钙化。枪头真鲨的眼部圆而大，覆盖有一层薄的瞬膜以保护双眼，嘴为弓形，在边缘有不显眼的皱纹，舌下颌有毛孔。上颌共有牙齿29-32颗，正中有一尖锐突起，该突起两侧有粗糙的锯齿状结构；下颌有牙齿26-29颗，突起窄而平滑。该鱼一共有五瓣较短的鳃裂。

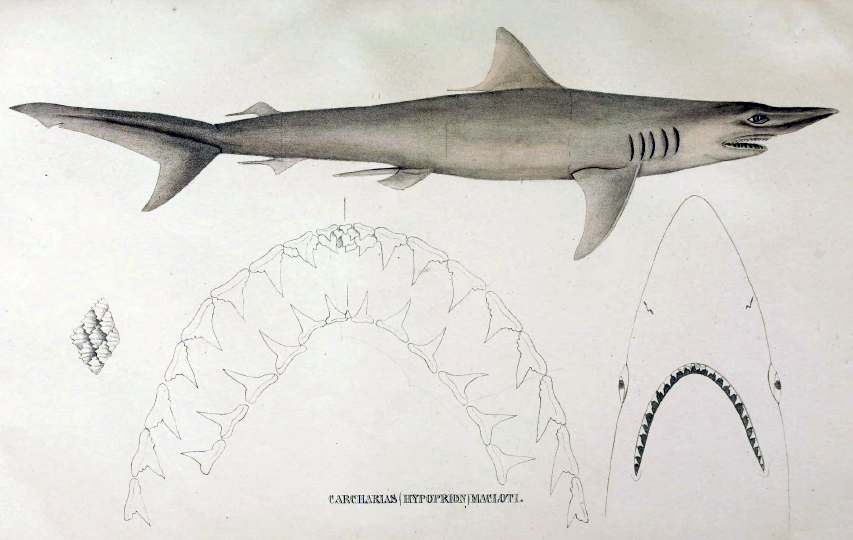
物种描述者所绘的插画

枪头真鲨的胸鳍较短，为镰刀形；第一对背鳍为三角形，大小中等，最前端大致与胸鳍末端位置相同；第二对背鳍极小而低，最前端大致在臀鳍中部的位置。两对背鳍之间有微小的凸起，而在尾柄前端靠近背部的位置有明显的凹陷。尾鳍上半部分极长，在末端有一道划痕，而下半部分则短但肌肉发达。其皮肤由彼此重叠的椭圆形真皮结构组成，每一小片均有三条连接到邻近小片的水平凸起。第一对背鳍和尾鳍上部边缘颜色较深，而其余的鱼鳍边缘颜色均较浅。

## 生活习性
枪头真鲨主要栖息于深度不超过200m的浅海，有时会与同类或近缘种形成集群。其主要食物为小型硬骨鱼，但也会捕食头足类和甲壳类。
枪头真鲨为卵胎生，孕期为12个月，一胎仅可产下1-2条幼鱼。
枪头真鲨在4到5岁时性成熟，寿命为15-20年

## 种群现状
在其大部分分布范围内，枪头真鲨都是渔民捕捞的对象。虽然该鱼体型较小、经济价值不高，但仍然受到过度捕捞的威胁。由于枪头真鲨一胎产下的幼鱼极少，其种群恢复速度非常缓慢。目前除在东南亚、阿拉伯海与澳大利亚外该物种的种群都有明显下降，但在阿曼、伊朗、阿联酋和印度等地仍然是最常见的鲨鱼品种之一。